# Franciszek Gąsienica Groń
Franciszek Gąsienica Groń, né le 30 septembre 1931 à Zakopane et mort le 31 juillet 2014 dans la même ville est un spécialiste polonais du combiné nordique et du saut à ski. Il a été le premier Polonais à remporter une médaille (le bronze dans le combiné nordique en 1956 à Cortina d'Ampezzo) aux jeux olympiques d'hiver,. Il a concouru entre 1947 et 1964 pour Wisła Zakopane (pl) et il devient entraineur dans ce club à partir de 1965.

## Biographie

### Famille
Franciszek Gąsienica Groń est le fils de Franciszek Gąsienica Groń et de Maria née Miętus. Il a épousé Czesława Chyc dont il a eu deux enfants nés en 1959 (jumeaux) : Małgorzata et Jan. Il est le grand-père du sauteur à ski Tomasz Pochwała.

### Débuts sportifs
Il débute au Wisła Zakopane (pl) en 1948, à l'âge de 17 ans. Son premier entraîneur était Józef Sitarz. En tant que junior, il était connu pour sa polyvalence et a remporté des médailles aux championnats polonais juniors en ski alpin, principalement en slalom géant. Il a fait se scolarité secondaire dans un collège technique de ferronnerie à Zakopane. En 1952, il commence son service militaire. Il participe à plusieurs compétitions en tant que militaire et il a remporté des récompenses en natation, en tennis de table, en tir et en plongeon. Il joua également au football (milieu de terrain ou attaquant) avec Ernest Pohl en deuxième division. À son retour à Zakopane en 1954 après son service militaire, il rencontre Marian Woyna-Orlewicz (en) qui le persuade de faire de combiné nordique. Marian Woyna-Orlewicz (en) devient son entraîneur assisté de Tadeusz Kaczmarczyk (pl).

### Jeux olympiques d'hiver à Cortina d'Ampezzo
Initialement non prévu aux Jeux olympiques d'hiver de 1956 à Cortina d'Ampezzo, il gagne finalement sa place lors d'un concours au Brassus,.

### Saisons suivantes
Il se blessa lors d'un saut en 1957.

### Après sa retraite
Après sa retraite sportive, il est diplômé de l'Académie d'éducation physique de Wrocław (pl) en 1965 et devient entraîneur au Wisła Zakopane (pl). Il a entraîné plus de 40 champions polonais en combiné nordique, saut à ski et en ski de fond. Le 28 septembre 2013, il a reçu le titre de membre honoraire de PZN (pl).

## Résultats

### Jeux olympiques
- Jeux olympiques d'hiver de 1956 à Cortina d'Ampezzo  Italie.
  -  Médaille de bronze au combiné nordique.

### Championnats du monde
- Il termine 24e du combiné nordique aux championnats du monde de ski nordique 1958 à Lahti.

### Autres
- Il remporte le Championnat de Pologne de combiné nordique en 1958.
- Il termine second du Championnat de Pologne de combiné nordique en 1956, 1957 et 1959.
- Il termine second du Championnat de Pologne de saut à ski (pl) en 1957.
- En combiné nordique, il remporte le Memorial Bronisław Czech et Helena Marusarzówna (pl) en 1956 et il termine deuxième en 1957.

## Distinctions
Il est l'invité d'honneur aux Jeux olympiques de Turin. Distingué Sportif d'excellence (pl), il a reçu la médaille d'argent pour le sport (pl) pour ses réalisations ainsi que l'Ordre Polonia Restituta.